# Consiglio regionale della Bassa Normandia
Il Consiglio regionale della Bassa Normandia (in francese Conseil régional de Basse-Normandie) è stata l'assemblea deliberativa della regione francese della Bassa Normandia fino al 31 dicembre 2015, in seguito all'incorporazione della regione all'Alta Normandia per formare la nuova regione della Normandia.
Era composto da 47 membri (21 per il Calvados, 17 per la Manica e 9 per l'Orne) ed era presieduta dal socialista Laurent Beauvais. Si trovava negli edifici del convento dell'Abbazia delle donne, a Caen, ed è in questi luoghi che nel 2016 è stato istituito il Consiglio regionale della Normandia riunificato.

## Storia
Il consiglio regionale della Bassa Normandia è stato creato nel 1961. Ospitato nell'Hotel della prefettura del Calvados, ha avuto luogo nella "Maison de la région", quando è stato trasformato in un ente pubblico regionale nel 1974, ma ha dovuto riunire i suoi membri designati nell'Abbazia degli uomini. Dopo l'elezione a suffragio universale di René Garrec, il consiglio regionale, divenuto autorità locale per legge del 1982, si è trasferito nell'ex Abbazia delle donne. Nel 2016, il consiglio regionale della Bassa Normandia si è fuso con quello dell'Alta Normandia per formare il consiglio regionale della Normandia, che oggi ha sede a Caen pur conservando una sede a Rouen.